# Mil setecientos veintinueve
Este artículo trata sobre el número 1729. Para el año, véase año 1729
El mil setecientos veintinueve (1729) es el número natural que sigue al mil setecientos veintiocho y precede al mil setecientos treinta.
Es el número de Hardy-Ramanujan.

## Propiedades matemáticas
- Es un número compuesto, que tiene los siguientes factores propios: 1, 7, 13, 19, 91, 133 y 247. Como la suma de sus factores es 511 < 1729, se trata de un número defectivo.
- Es el número de Hardy-Ramanujan (el número más pequeño que se puede expresar como suma de dos cubos de dos maneras diferentes: 1729 = 1³ + 12³ = 9³ + 10³).
- Es el tercer número de Carmichael, después del 1105 y antes del 2465.

- Datos: Q825176
- Multimedia: 1729 (number) / Q825176